# Football Club Goa 2020-2021
Questa voce raccoglie le informazioni riguardanti il Goa nelle competizioni ufficiali della stagione 2020-2021.

## Organigramma societario

### Staff tecnico
- Juan Ferrando - Allenatore
- Roma Cunillera - Vice allenatore
- Clifford Miranda - Vice allenatore
- Virender Singh - Allenatore portieri
- Derrick Pereira - Direttore tecnico

## Rosa
| N. |                      | Ruolo | Calciatore                |
| -- | -------------------- | ----- | ------------------------- |
| 1  | India (bandiera)     | P     | Dheeraj Singh             |
| 2  | India (bandiera)     | D     | Sanson Pereira            |
| 4  | Spagna (bandiera)    | D     | Iván González             |
| 5  | Spagna (bandiera)    | C     | Alberto Noguera           |
| 6  | India (bandiera)     | D     | Leander D’Cunha           |
| 8  | Australia (bandiera) | D     | James Donachie            |
| 9  | Spagna (bandiera)    | A     | Jorge Ortiz               |
| 10 | India (bandiera)     | C     | Brandon Fernandes         |
| 11 | India (bandiera)     | C     | Princeton Rebello         |
| 13 | India (bandiera)     | P     | Mohammad Nawaz            |
| 14 | India (bandiera)     | C     | Alexander Romario Jesuraj |
| 15 | India (bandiera)     | C     | Amarjit Singh Kiyam       |
| 16 | India (bandiera)     | C     | Phrangki Buam             |
| 17 | Spagna (bandiera)    | A     | Igor Angulo               |

| N. |                   | Ruolo | Calciatore         |
| -- | ----------------- | ----- | ------------------ |
| 19 | India (bandiera)  | A     | Makan Chote        |
| 20 | India (bandiera)  | D     | Seriton Fernandes  |
| 21 | India (bandiera)  | D     | Saviour Gama       |
| 22 | India (bandiera)  | A     | Redeem Tlang       |
| 23 | Spagna (bandiera) | C     | Edu Bedia          |
| 25 | India (bandiera)  | C     | Glan Martins       |
| 26 | India (bandiera)  | A     | Ishan Pandita      |
| 27 | India (bandiera)  | D     | Aibanbha Dohling   |
| 29 | India (bandiera)  | A     | Devendra Murgaokar |
| 32 | India (bandiera)  | P     | Naveen Kumar       |
| 37 | India (bandiera)  | D     | Mohamed Ali        |
| 44 | India (bandiera)  | C     | Nestor Dias        |
| 50 | India (bandiera)  | C     | Adil Khan          |

## Calciomercato
| Acquisti | Acquisti                  | Acquisti          | Acquisti      |
| R.       | Nome                      | da                | Modalità      |
| -------- | ------------------------- | ----------------- | ------------- |
| P        | Mohammad Nawaz            |                   |               |
| P        | Naveen Kumar              |                   |               |
| D        | Leander D’Cunha           | FC Goa B          | Definitivo    |
| D        | Sanson Pereira            | Salgaocar         | Definitivo    |
| D        | Iván González             | Leonesa           | Definitivo    |
| D        | James Donachie            | Newcastle Jets    | Prestito      |
| D        | Seriton Fernandes         |                   |               |
| D        | Saviour Gama              |                   |               |
| D        | Aibanbha Dohling          |                   |               |
| D        | Lalhmangaihsanga          |                   |               |
| D        | Mohamed Ali               |                   |               |
| C        | Edu Bedia                 |                   |               |
| C        | Brandon Fernandes         |                   |               |
| C        | Lenny Rodrigues           |                   |               |
| C        | Alberto Noguera           | Numancia          | Definitivo    |
| C        | Phrangki Buam             | Shillong Lajong   | Definitivo    |
| C        | Seiminlen Doungel         |                   |               |
| C        | Princeton Rebello         |                   |               |
| C        | Alexander Romario Jesuraj | Mohun Bagan       | Fine prestito |
| C        | Nestor Dias               | FC Goa B          | Definitivo    |
| A        | Redeem Tlang              | NorthEast Utd     | Definitivo    |
| A        | Makan Chote               | Punjab            | Definitivo    |
| A        | Igor Angulo               | Górnik Zabrze     | Definitivo    |
| A        | Jorge Ortiz               | Atlético Baleares | Definitivo    |
| A        | Devendra Murgaokar        | Salgaocar         | Definitivo    |
| A        | Ishan Pandita             | Lorca             | Definitivo    |

| Cessioni | Cessioni           | Cessioni          | Cessioni   |
| R.       | Nome               | a                 | Modalità   |
| -------- | ------------------ | ----------------- | ---------- |
| D        | Chinglensana Singh | Hyderabad         | Definitivo |
| D        | Mourtada Fall      | Mumbai City       | Definitivo |
| D        | Carlos Peña        |                   | Ritiro     |
| D        | Amey Ranawade      | Bengaluru United  | Definitivo |
| D        | Lalhmangaihsanga   | FC Goa B          | Definitivo |
| C        | Ahmed Jahouh       | Mumbai City       | Definitivo |
| C        | Mandar Rao Dessai  | Mumbai City       | Definitivo |
| C        | Jackichand Singh   | Jamshedpur        | Definitivo |
| C        | Pratesh Shirodkar  | Real Kashmir      | Definitivo |
| C        | Hugo Boumous       | Mumbai City       | Definitivo |
| A        | Manvir Singh       | ATK Mohun Bagan   | Definitivo |
| A        | Ferran Corominas   | Atlético Baleares | Definitivo |
| A        | Lalawmpuia         | Hyderabad         | Definitivo |

### Mercato invernale
| Acquisti | Acquisti            | Acquisti        | Acquisti   |
| R.       | Nome                | da              | Modalità   |
| -------- | ------------------- | --------------- | ---------- |
| P        | Dheeraj Singh       | ATK Mohun Bagan | Definitivo |
| C        | Adil Khan           | Hyderabad       | Prestito   |
| C        | Glan Martins        | ATK Mohun Bagan | Definitivo |
| C        | Amarjit Singh Kiyam | Jamshedpur      | Definitivo |

| Cessioni | Cessioni          | Cessioni        | Cessioni   |
| R.       | Nome              | a               | Modalità   |
| -------- | ----------------- | --------------- | ---------- |
| C        | Seiminlen Doungel | Jamshedpur      | Prestito   |
| C        | Lenny Rodrigues   | ATK Mohun Bagan | Definitivo |

### Post campionato
| Acquisti | Acquisti        | Acquisti | Acquisti   |
| R.       | Nome            | da       | Modalità   |
| -------- | --------------- | -------- | ---------- |
| C        | Romeo Fernandes | FC Goa B | Definitivo |

| Cessioni | Cessioni      | Cessioni  | Cessioni   |
| R.       | Nome          | a         | Modalità   |
| -------- | ------------- | --------- | ---------- |
| A        | Aaren D'Silva | Hyderabad | Definitivo |

## Risultati

### Indian Super League
| Arbitro: | Srikrishna C. |

|                      |           |                              |
| Igor Angulo 66’, 69’ | Marcatori | 27’ Cleiton Silva 57’ Juanan |

| Arbitro: | Gupta R. |

|  |           |                             |
|  | Marcatori | 90+4’ (Rig.) Adam le Fondre |

| Arbitro: | Crystal J. |

|                 |           |                          |
| Igor Angulo 43’ | Marcatori | 40’ (Rig.) Idrissa Sylla |

| Arbitro: | Kundu H. |

|                                        |           |                   |
| Igor Angulo 30’, 90+4’ Jorge Ortiz 52’ | Marcatori | 90’ Vicente Gómez |

| Arbitro: | Mondal P. |

|  |           |                   |
|  | Marcatori | 45+2’ Igor Angulo |

| Arbitro: | Gupta R. |

|                        |           |  |
| Roy Krishna 85’ (Rig.) | Marcatori |  |

| Arbitro: | Kundu H. |

|                |           |                                    |
| Jorge Ortiz 9’ | Marcatori | 5’ Rafael Crivellaro 53’ Rahim Ali |

| Arbitro: | Arumughan R. |

|                 |           |                              |
| Stephen Eze 33’ | Marcatori | 64’ (Rig.) 90+5’ Igor Angulo |

| Arbitro: | Srikrishna C. |

|                     |           |                                     |
| Aridane Santana 58’ | Marcatori | 87’ Ishan Pandita 90+2’ Igor Angulo |

| Arbitro: | Arumughan R. |

|                       |           |                        |
| Bright Enobakhare 79’ | Marcatori | 81’ Devendra Murgaokar |

| Arbitro: | Kumar Gupta R. |

|                                        |           |  |
| Jorge Ortiz 19’, 52’ Iván González 89’ | Marcatori |  |

| Arbitro: | Meetei A. |

|                   |           |                |
| Ishan Pandita 84’ | Marcatori | 75’ Edu García |

| Arbitro: | Baksi R. |

|                           |           |                 |
| Rahul Kannoly Praveen 57’ | Marcatori | 25’ Jorge Ortiz |

| Arbitro: | Kundu H. |

|                 |           |                |
| Igor Angulo 39’ | Marcatori | 66’ Daniel Fox |

| Arbitro: | Arumughan R. |

|                                        |           |                                         |
| Federico Gallego 41’ (Rig.) 83’ (Rig.) | Marcatori | 21’ Alexander Jesuraj 80’ Amarjit Singh |

| Arbitro: | Banerji P. |

|                                                          |           |                                                      |
| Hugo Boumous 20’ Adam le Fondre 26’ Rowllin Borges 90+1’ | Marcatori | 45’ Glan Martins 51’ Igor Angulo 90+7’ Ishan Pandita |

| Arbitro: | Crystal J. |

|                                              |           |                                            |
| Jakub Sylvestr 13’ Lallianzuala Chhangte 60’ | Marcatori | 17’ (Rig.) Igor Angulo 90+2’ Ishan Pandita |

| Arbitro: | Baksi R. |

|                                                       |           |                    |
| Alberto Noguera 18’ Jorge Ortiz 26’ Iván González 75’ | Marcatori | 30’ Diego Maurício |

| Arbitro: | Crystal J. |

|                          |           |                                  |
| Suresh Singh Wangjam 33’ | Marcatori | 20’ Igor Angulo 23’ Redeem Tlang |

| Margao 28 febbraio 2021, ore 12:30 UTC+5:30 22ª giornata | FC Goa     | 0 – 0 referto | Hyderabad | Fatorda Stadium (0 spett.)\| Arbitro: \| Banerji P. \| |
| Arbitro:                                                 | Banerji P. |               |           |                                                        |

### Semifinali
| Arbitro: | Banerji P. |

|                                         |           |                                    |
| Igor Angulo 20’ (Rig.) Saviour Gama 59’ | Marcatori | 38’ Hugo Boumous 61’ Mourtada Fall |

| Arbitro: | Meitei A. |

|                                                                        |                      |                                                                       |
| Ogbeche Hernán Boumous R. Fernandes Jahouh Ranawade Fall Dessai Borges | Tiri di rigore 6 – 5 | Bedia B. Fernandes Angulo Garrido Donachie Pandita Ortiz Khan Martins |

### Andamento in campionato
| Giornata  | 1 | 2 | 3 | 4 | 5 | 6 | 7 | 8 | 9 | 10 | 11 | 12 | 13 | 14 | 15 | 16 | 17 | 18 | 19 | 20 | 21 | 22 |
| --------- | - | - | - | - | - | - | - | - | - | -- | -- | -- | -- | -- | -- | -- | -- | -- | -- | -- | -- | -- |
| Luogo     | C | C | C | C | T | T | C | T | T | T  | X  | C  | C  | T  | C  | X  | T  | T  | T  | C  | T  | C  |
| Risultato | N | P | N | V | V | P | P | V | V | N  | X  | V  | N  | N  | N  | X  | N  | N  | N  | V  | V  | N  |
| Posizione | 6 | 9 | 8 | 5 | 4 | 6 | 7 | 5 | 3 | 3  | 4  | 3  | 3  | 3  | 3  | 4  | 3  | 3  | 4  | 4  | 3  | 4  |

Legenda:

Luogo: C = Casa; T = Trasferta. Risultato: V = Vittoria; N = Pareggio; P = Sconfitta.

### AFC Champions League

#### 1º turno
| Margao 14 aprile 2021, ore 19:00 UTC+5:30 1ª giornata | FC Goa        | 0 – 0 referto | Al-Rayyan | Fatorda Stadium (0 spett.)\| Arbitro: \| Nasaruddin M. \| |
| Arbitro:                                              | Nasaruddin M. |               |           |                                                           |

| Margao 17 aprile 2021, ore 16:30 UTC+5:30 2ª giornata | Al-Wahda    | 0 – 0 referto | FC Goa | Fatorda Stadium (0 spett.)\| Arbitro: \| Al Alili A. \| |
| Arbitro:                                              | Al Alili A. |               |        |                                                         |

| Arbitro: | Hanna Hattab |

|                                            |           |               |
| Mehdi Torabi 18’ (Rig.) Jalal Hosseini 25’ | Marcatori | 13’ Edu Bedia |

| Arbitro: | Kimura H. |

|  |           |                                                                                       |
|  | Marcatori | 24’ Shahriar Moghanlou 42’ (Rig.) Mehdi Torabi 47’ Issa Alekasir 58’ Kamal Kamyabinia |

| Arbitro: | Hattab H. |

|                  |           |                |
| Ali Ferydoon 89’ | Marcatori | 3’ Jorge Ortiz |

| Arbitro: | Mahfoodh A. E. H. |

|  |           |                                         |
|  | Marcatori | 61’ Omar Kharbin 90’ Mohamed Al Menhali |

#### Andamento
| Giornata  | 1 | 2 | 3 | 4 | 5 | 6 |
| --------- | - | - | - | - | - | - |
| Luogo     | C | T | T | C | T | C |
| Risultato | N | N | P | P | N | P |
| Posizione | 3 | 2 | 3 | 3 | 3 | 3 |

Legenda:

Luogo: C = Casa; T = Trasferta. Risultato: V = Vittoria; N = Pareggio; P = Sconfitta.